# شبکه‌های ریوراستون
Riverstone Networks ، شرکت ارائه‌دهنده سخت‌افزار سوئیچینگ شبکه بود.این شرکت در سانتا کلارا , کالیفرنیا مستقر بود. در ابتدا بخشی از سیستم های Cabletron بود و بر اساس خرید اولیه YAGO ،یکی از شرکت‌های اترنت گیگابیتی اواسط دهه 1990 بود. اکنون بخشی از Alcatel-Lucent است و عملیات آن از طریق بایگانی فصل 11 توسط صاحبان فعلی آنها متوقف می شود.

## تاریخچه شرکت
- 7 فوریه 2006 - شریک Riverstone Lucent Technologies یک قرارداد خرید دارایی برای خرید Riverstone Networks امضا کرد.

- 21 مارس 2006 - Lucent Technologies برنده مزایده Riverstone Networks بر رقیب Ericsson شد. قیمت نهایی 207 میلیون دلار بود

- 18 آوریل 2006 - Lucent Technologies در حال حاضر در حال ادغام محصولات مشابه با Alcatel هستند.

- 1 دسامبر 2006 - Lucent Technologies فرآیند ادغام برابر با Alcatel را تکمیل کرد. دارایی های Riverstone Networks اکنون بخشی از Alcatel-Lucent است

## محصولات
همه محصولات شبکه‌های ریوراستون به سمت آی‌پی از طریق اترنت، غالباً برای یک راه‌حل اترنت مترو طراحی شده بودند. همه محصولات سوئیچ های چند لایه (یا سوئیچ روتر) و اختصاصی در MPLS VPN بودند.

### 15000 خانواده
[ویرایش]
خانواده 15000(15k) با خانواده RS متفاوت است به این جهت که 15k مبتنی بر جریان نیست. روتر های مبتنی بر جریان از CPU اصلی برای پردازش جریان‌ها و بسته‌های جدید استفاده می‌کنند. 15k متفاوت است از این جهت که به پردازنده‌های کارت خط برای کار روی ترافیک شبکه, و گذاشتن CPU اصلی برای اینکه خودش روی سیستم کار کند. این نوع از پردازش شبکه مانند dCEF (Dynamic Cisco Encapsulation Format) سیسکو است.
محصولات 15k بر اساس سیستم عامل ROS-X که سیستم عاملی متفاوت نسبت به سایر محصولات ریوراستون بود, بودند. به گونه ای طراحی شده بود که ماژولار باشد و بیشتر شبیه رابط خط فرمان متداول سیسکو باشد.
- 15008 - بالاترین عملکرد محصول از Riverstone. این کارت از کارت اترنت 96 پورت 10/100، کارت اترنت 12 یا 24 پورت 1 گیگابایتی و کارت اترنت 1 یا 2 پورت 10 گیگابایتی پشتیبانی می کند. پشتیبانی از ATM و PoS برنامه ریزی شده بود.
- 15100/15200 - طراحی شده با معماری و سیستم عامل مشابه با 15008، 15100 و 15200 بیشتر برای نقش شبکه دسترسی/توزیع طراحی شده اند. آنها از نظر طراحی نیمه ماژولار با برخی از پورت های اترنت 1G ثابت و لینک های آپلود GBIC برای 1 یا 10 گیگابایت بودند.

### خانواده RS
خانواده تولیدات RS سوییچ های چند لایه مبتنی بر جریان بودند.آن‌ها همچنین نرم‌افزار ROS را اجرا می‌کردند, که رابط خط فرمان داشتند اما می‌توانستد باSNMP پیکربندی شوند.
- 1x00 - پیکربندی سخت افزار ثابت
- 3x00 - طراحی نیمه ماژولار، همراه با 32 پورت ثابت اترنت 100BaseT و 2 جایگاه مدولار
- 8x00 - سخت افزار کاملا ماژولار، در دو نسخه 8 اسلات (8000) یا 16 اسلات (8600). ماژول‌های 8x00 شامل ماژول‌های کنترل، اترنت 100BaseT، اترنت 1000BaseT، 1000BaseX GibabitEthernet با GBIC‌های قابل تعویض، از جمله PoS، ATM، سریال ، T1/E1 و T3/E3 بودند.
- 38000 - سخت افزار کاملا ماژولار، به دلیل عمودی بودن اسلات های مدولار، از نظر فیزیکی با بقیه محدوده RS متفاوت است.

## خانواده ES
- ES 2010 - سوئیچ چندلایه 24 پورت 10/100 ثابت که برای نقش لبه دسترسی به شبکه/شبکه طراحی شده است. دارای دو پورت GBIC برای اتصالات اترنت 1G بود. محدوده ES از پورت های WAN یا MPLS پشتیبانی نمی کند.